# 1-я Зворникская пехотная бригада
1-я Зворникская пехотная бригада (серб. Прва Зворничка пешадијска бригада) — пехотная бригада Армии Республики Сербской, участвовавшая в Югославских войнах.

## Состав
Подчинялась командованию Дринского корпуса. В составе насчитывалось 10 пехотных батальонов, а также артиллерийский дивизион, роты резерва, военной-полиции, бронетехники, инженерных войск и разведки и транспортный взвод. В каждом батальоне насчитывалось от 430 до 630 солдат, а общая численность бригады достигала 5700 человек.

## Боевой путь
Бригада была образована во второй половине 1992 года и действовала в окрестностях Зворника. В ходе боевых действий сражалась против сил Армии Республики Босния и Герцеговина, а именно против 2-го корпуса (Тузла) и 28-й дивизии (Сребреница). Участвовала в операции «Кривая' 95».
После захвата восточно-боснийских анклавов в июле 1995 года командованием Армии Республики Сербской было отдано распоряжение Зворникской бригаде сформировать лёгкую пехотную бригаду и отправить её на Дрварско-Граховский участок фронта. Бригада получила название 2-й Дринской, а командование над ней принял лично полковник Винко Падуревич. Основную силу бригады составлял ударный отряд «Волки с Дрины». Совместно с 65-м полком обороны эта бригада участвовала в боях за Грахово с 9 по 10 августа 1995 в рамках операции «Вагань», но после ответного удара Армии Хорватии, Хорватского совета обороны и Армии Республики Босния и Герцеговина в рамках операции «Мистраль-2» 2-я Дринская вынуждена была отойти к Оштреле 15 сентября.
Зворникская бригада за годы войны потеряла 538 человек убитыми, 1800 ранеными и 32 бойца пропавшими без вести. 1100 раненых солдат остались инвалидами.